# Mycalesis samba
Mycalesis samba är en fjärilsart som beskrevs av Moore 1857. Mycalesis samba ingår i släktet Mycalesis och familjen praktfjärilar. Inga underarter finns listade i Catalogue of Life.